# 3746 Heyuan
A 3746 Heyuan (ideiglenes jelöléssel 1964 TC1) a Naprendszer kisbolygóövében található aszteroida. A Bíbor-hegyi Obszervatórium fedezte fel 1964. október 8-án.